# Sennariolo
Sennariolo (sardinski: Sinnarìolo) je grad i općina (comune) u pokrajini Oristanu u regiji Sardiniji, Italija. Nalazi se na nadmorskoj visini od 274 metra i ima 186 stanovnika.
 Prostire se na 15,61 km². Gustoća naseljenosti je 12 st/km².
Susjedne općine su: Cuglieri, Flussio, Scano di Montiferro i Tresnuraghes.